# Milaim Rama
Milaim Rama (* 29. Februar 1976 in Žitinje bei Vitina, SFR Jugoslawien) ist ein ehemaliger Schweizer Fussballspieler.

## Karriere
Im Alter von 17 Jahren zog Milaim Rama mit seiner Familie in die Schweiz und spielte schon kurz darauf als Hobbyfussballer für den FC Interlaken in den unteren Ligen, wo er mit seinen Leistungen sehr rasch auf sich aufmerksam machte. Im Juli 1997 sicherte sich der FC Thun die Dienste des talentierten Stürmers, der umgehend zu einem festen Bestandteil in der Mannschaft des damaligen NLB-Ligisten wurde. Während der ersten vier Spielzeiten für die Berner Oberländer war seine Torausbeute konstant, aber nicht überragend (2, 5, 8 und 7 Tore). In der Saison 2001/02 setzte er zu einem Höhenflug an und schoss unter dem neuen Trainer Hanspeter Latour 25 Tore in 35 Partien. Er verhalf den Thunern damit zum Aufstieg in die höchste Schweizer Spielklasse, was dem Verein in dessen Geschichte erst einmal zuvor gelungen war (1954/55 für ein Jahr).
In seiner ersten Saison in der NLA bestritt der zwischenzeitlich in Interlaken eingebürgerte Stürmer 33 Spiele und erzielte 20 Tore. Auch in der darauffolgenden Spielzeit 2003/04 behauptete er sich in der nun Axpo Super League benannten Liga und konnte 10 Tore in 34 Spielen auf seinem Konto verbuchen. Seine herausragenden Leistungen hatten einen steilen Aufstieg zur Folge, der ihn bis ins Kader der Schweizer Nationalmannschaft führte. Nachdem er zunächst bei zwei Freundschaftsspielen gegen Deutschland und Slowenien für die Schweiz hatte antreten können, wurde er auch für die Euro 2004 in Portugal aufgeboten. Bei diesem Turnier kam er zu einem Einsatz, als er im letzten Gruppenspiel der Schweizer gegen Frankreich eingewechselt wurde.
Im selben Jahr zog es den Mittelfeldstürmer überraschend in die deutsche Regionalliga zum FC Augsburg. Sein Gastspiel im nördlichen Nachbarland war von kurzer Dauer: es beschränkte sich auf 13 Einsätze. Milaim Rama entschied sich im Sommer 2005 für eine Rückkehr in die Schweiz und ging zum FC Schaffhausen. Prompt wurde er erneut für die Schweizer Fussballnationalmannschaft nominiert, jedoch nicht mehr eingesetzt. In Schaffhausen, wo er 5 Tore während 26 Begegnungen schoss, hielt es Rama ebenfalls nicht lange. Am 3. Juli 2006 kehrte er zu seinem Stammverein, dem FC Thun, zurück.
Unvermittelt folgte ein Jahr später eine schwierige Phase für den Berner Oberländer Verein. Der FC Thun bestritt zwar am 27. Februar 2008 noch den Cup-Halbfinal gegen den FC Basel, verlor diesen jedoch genauso wie den Kampf gegen den sich abzeichnenden, forcierten Abstieg in die zweithöchste Spielklasse. So spielte der FC Thun ab der Saison 2008/09 neu in der Challenge League. Milaim Rama blieb dem Verein treu und schoss im Auswärtsspiel vom 9. November 2008 gegen den FC Biel-Bienne sein 100. Meisterschaftstor im Dress des FC Thun. Am 13. Januar 2009 zog sich der siebenfache Internationale beim Hallenmasters Winterthur einen Kreuzbandriss im rechten Knie zu. Der engagierte Stürmer, der in der Vorrunde zehn Tore für Thun erzielt hatte, fiel für die gesamte Rückrunde aus.
Ab der darauffolgenden Spielzeit gehörte Rama unter dem neuen Trainer Murat Yakin erneut zur Stammelf. Es folgte sein nächstes Jubiläum. Zu Beginn der Rückrunde 2009/10, am 24. Februar 2010, bestritt er gegen den FC Wohlen sein 300. Meisterschaftsspiel für den FC Thun. In dieser Saison erzielte er insgesamt sieben Tore. Auch dank seinen Leistungen stieg der FC Thun nach zwei Jahren in der zweithöchsten Spielklasse wieder in die Axpo Super League auf. Am 16. März 2010 wurde bekannt gegeben, dass der Vertrag mit dem inzwischen 34-jährigen Milaim Rama um ein weiteres Jahr bis zum 30. Juni 2011 verlängert wurde.
Die Saison 2010/11 begann für Milaim Rama zunächst gut, wenngleich er nie mehr 90 Minuten durchspielte, sondern als Einwechslungsspieler fungierte. So kam er beispielsweise im sechsten Spiel am 21. August 2010 zu seinem vierten Einsatz. Nachdem Basel in der 81. Minute in Führung gegangen war, wurde Rama in der 83. Minute eingewechselt und erzielte drei Minuten später den entscheidenden Ausgleichstreffer zum 1:1. Damit rettete er seinem Team einen Punkt, mit dem die Thuner damals den 2. Tabellenplatz halten konnten. Danach begann für den Publikumsliebling eine wahre Pechsträhne: Ende Oktober 2010 zog sich Rama während eines Trainings einen Muskelfaserriss zu und fiel bis zum Ende der Vorrunde aus. Nach seiner Genesung absolvierte er mit dem Team die Vorbereitung für die Rückrunde, doch im letzten Testspiel zog er sich einen Armbruch zu und musste bis Ende Februar 2011 auf weitere Einsätze verzichten. Beim Cupspiel gegen Neuchâtel Xamax am 2. März 2011 erfolgte schliesslich sein Comeback, doch bereits nach 46. Minuten musste er erneut verletzt vom Spielfeld – er hatte sich denselben Arm wieder gebrochen. Ein weiterer Einsatz Ramas wurde frühestens Anfang April erwartet.
Ab dem Oktober 2013 wollte Milaim Rama zusammen mit seinem Bruder Ramush für den FC Oberdiessbach spielen, diese Möglichkeit gab er danach jedoch auf und beendete stattdessen seine Fussballkarriere.

## Erfolge und Titel
- 2009/10 Challenge-League-Meister mit dem FC Thun[15][16][17]